# موکوآ
موکوآ (به اسپانیایی: Mocoa) یک سکونتگاه مسکونی در کلمبیا است که در بخش پوتومایو واقع شده‌است.

## خصوصیات
موکوآ ۱٬۰۳۰ کیلومترمربع مساحت و ۳۶٬۱۸۷ نفر جمعیت دارد و ۶۰۴ متر بالاتر از سطح دریا واقع شده‌است.